# Rivoluzioni colorate
Rivoluzioni colorate è l'appellativo attribuito dai media internazionali e dai soggetti coinvolti a una serie di movimenti simili e correlati tra di loro che si sono sviluppati principalmente in alcuni Stati post-sovietici negli anni 2000.
I partecipanti delle Rivoluzioni colorate hanno utilizzato metodi nonviolenti e di disobbedienza civile, ispirati tra l'altro ai testi di Gene Sharp, per protestare contro governi accusati di essere corrotti e/o autoritari. Questi movimenti, che hanno manifestato contro i governi in carica ritenuti filo-russi, hanno sostenuto le candidature di politici sostenitori di una politica filo-occidentale come Viktor Juščenko, Mikheil Saakašvili e Kurmanbek Bakiev. Tutte le rivoluzioni colorate hanno adottato uno specifico colore (o fiore) come simbolo, utilizzando tale colore negli strumenti di propaganda politica come adesivi, impermeabili e creando gruppi di educazione alla democrazia.
Le rivoluzioni colorate coronate da successo avvennero in Georgia (rivoluzione delle rose, 2003), Ucraina (rivoluzione arancione, dicembre 2004 e gennaio 2005) e, benché con derive violente, in Kirghizistan (rivoluzione dei tulipani, 2005). In tutte queste occasioni, la rivoluzione è iniziata con manifestazioni di protesta massa durate diversi giorni che contestavano i risultati ufficiali di elezioni, che assegnavano la vittoria ai presidenti già in carica, accusandoli di brogli elettorali. Queste manifestazioni ottennero le dimissioni o la sconfitta dei vecchi leader in nuove elezioni successivamente indette.
I governi risultato delle rivoluzioni colorate operarono un'apertura verso i paesi occidentali, andando tuttavia incontro a difficoltà e a un calo del consenso trovandosi a fronteggiare nuove manifestazioni di massa: in alcuni casi fu necessario un compromesso con i vecchi nemici (come in Ucraina), mentre in altri si assistette a una sorta di deriva autoritaria (come in Georgia e Kirghizistan).
Secondo alcuni commentatori questi movimenti avrebbero rappresentato una speranza di reale democratizzazione di queste nazioni, e sarebbero stati il mezzo per un accesso allo stile di vita occidentale e all'economia di mercato e per un avvicinamento geopolitico all'occidente dei paesi post-sovietici. Secondo altri commentatori, invece, questi movimenti non sarebbero stati altro che un fenomeno orchestrato o utilizzato da una nuova élite, più giovane e filo-occidentale, in grado di incanalare il malcontento generale per arrivare al potere. Secondo altri ancora si sarebbe sempre trattato di movimenti non spontanei, ma finanziati e organizzati da poteri stranieri (statali o privati), in particolare americani (e da coloro che sostengono queste teorie l'espressione "rivoluzione colorata" è usata in senso dispregiativo).

## Rivoluzioni colorate negli Stati post-sovietici

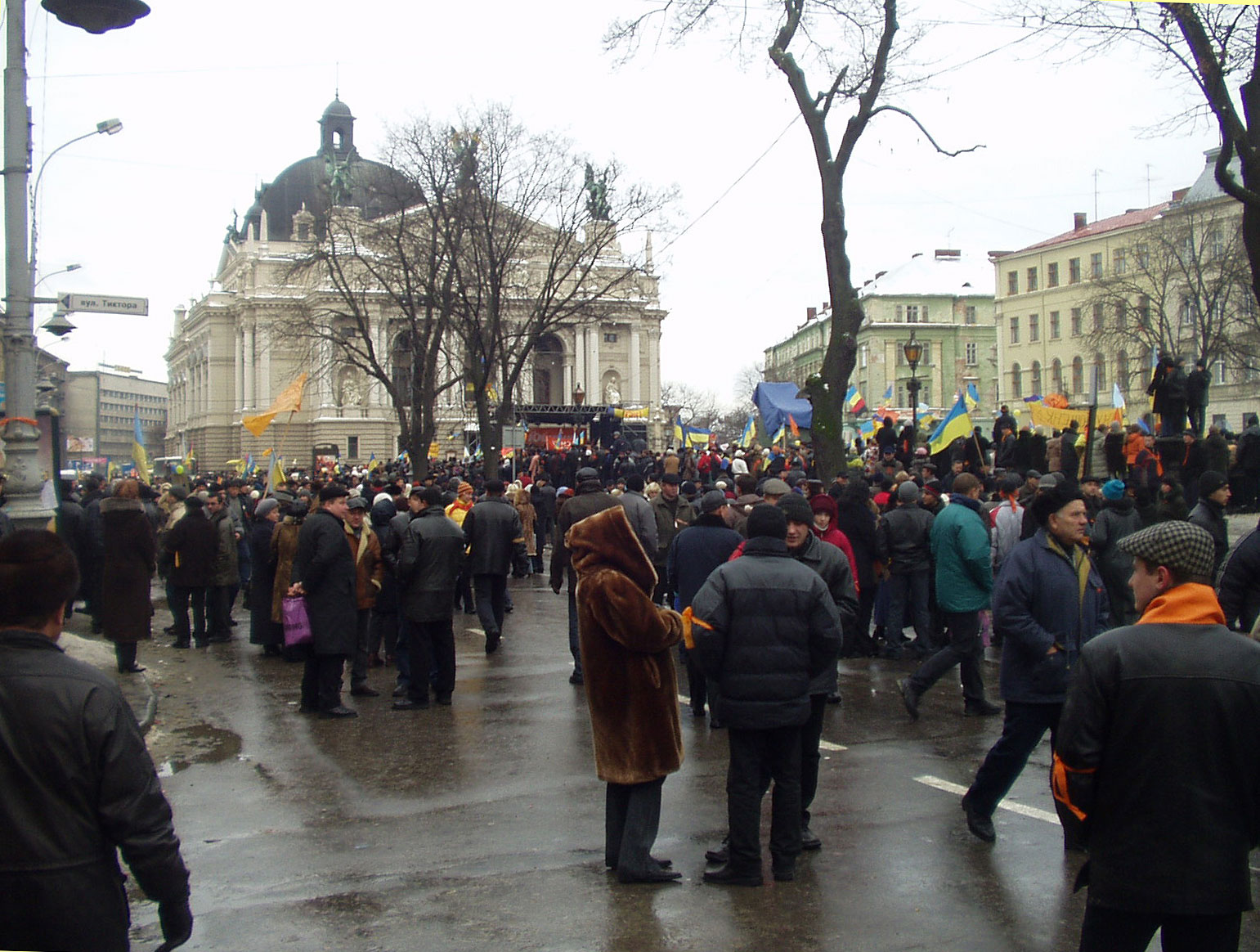
Manifestazione arancione a Leopoli, in Ucraina

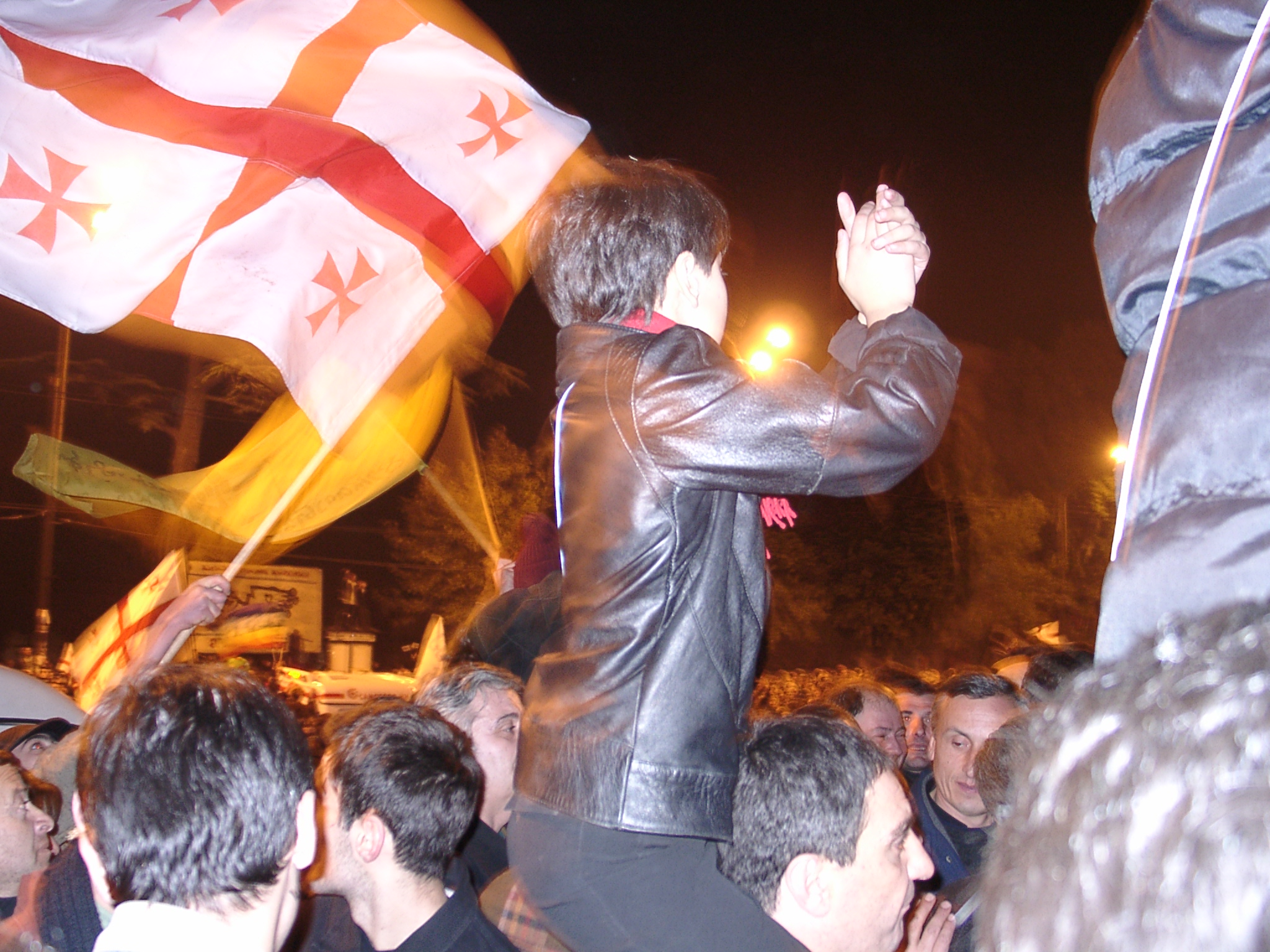
La rivoluzione delle rose a Tblisi, in Georgia

### Riuscite
- La rivoluzione delle rose in Georgia (2003), condotta da una forte coalizione filo-occidentale, riunita nel Movimento Nazionale Unito (UNM), un partito politico di centro-destra affiliato al Partito Popolare Europeo, diretti da Mikheil Saakašvili e Nino Burjanadze, fu una conseguenza dello svolgimento delle elezioni parlamentari del 2 novembre 2003. I risultati ufficiali, favorevoli al governo in carica diretto da Ševardnadze, furono fortemente contestati dalle opposizioni come truccati per brogli con conseguenti enormi dimostrazioni pacifiche nelle vie della capitale di protestare contro il governo ritenuto illiberale e corrotto. Ševardnadze si dimise il 23 novembre 2003, dopo due tese settimane di dimostrazioni, e fu sostituito come presidente ad interim da Burjanadze, presidente del parlamento. Le irregolarità di queste elezioni furono confermate anche dagli osservatori dell'OSCE[5][6]. Il 4 gennaio 2004 Mikheil Saakašvili, leader della rivoluzione delle rose (la rosa è il simbolo nazionale della Georgia, adottato dai manifestanti come logo del loro movimento) vinse le elezioni presidenziali con una maggioranza schiacciante: il 96% dei voti validi.
- La rivoluzione arancione in Ucraina (dicembre 2004- gennaio 2005), cominciata all'indomani delle elezioni presidenziali del 21 novembre 2004. I primi risultati che videro il delfino dell'ex presidente Leonid Kučma - Viktor Janukovyč, con maggiori posizioni filo-russe - in vantaggio furono contestati dallo sfidante Viktor Juščenko, che denunciò brogli elettorali chiedendo ai suoi sostenitori di restare in piazza fino a che non fosse stata concessa la ripetizione della consultazione. A seguito delle proteste, condotte da un apparato di gruppi studenteschi e popolari in maniera non-violenta, la Corte suprema ucraina invalidò il risultato elettorale e fissò nuove elezioni per il 26 dicembre. Questa volta a uscirne vincitore fu proprio Juščenko, leader designato della rivoluzione arancione, con il 52% dei voti contro il 44% del suo sfidante. Il nuovo presidente si insediò il 23 gennaio 2005.
- La rivoluzione dei tulipani in Kirghizistan (2005), movimento di massa che portò il presidente Askar Akayev e il suo governo alle dimissioni, dopo una fuga in Russia, nell'ambasciata Kirghiza a Mosca. I manifestanti, scesi in strada dopo le elezioni parlamentari del 27 febbraio e del 13 marzo 2005, protestarono (con alcune derive violente, e alcuni morti nel primo giorno di manifestazioni nel sud del paese dove alcuni dimostranti occuparono edifici pubblici) contro Akayev (e contro la sua famiglia) considerato dalla popolazione corrotto e autoritario, e accusato dall'opposizione di aver truccato le elezioni. Le elezioni convocate dopo la fuga di Akayev furono vinte da Kurmanbek Bakiev, protagonista della rivoluzione dei tulipani, con l'88,9% dei consensi.

### Fallite
- In Azerbaigian, nel corso del 2005, una rete di gruppi giovanili ispirati all'esempio georgiano e ucraino e vicini ad Azadlig (Libertà), coalizione di opposizione al governo in carica, cominciò una campagna di opposizione al governo in carica giudicato corrotto. I rivoluzionari adottarono inizialmente il colore verde e in un secondo tempo il colore arancione caratteristico dei moti ucraini, minacciando una nuova rivoluzione colorata in caso le elezioni parlamentari del novembre 2005 fossero state giudicate fraudolente. A una manifestazione indetta a scopo dimostrativo appena prima delle elezioni, aderirono però solo 300 persone[7]. Nel novembre 2005 i gruppi scesero effettivamente in piazza contestando le elezioni come fraudolente, ma il 26 novembre la polizia disperse in maniera dura la manifestazione provocando diversi feriti e utilizzando massicciamente fumogeni e cannoni ad acqua[8].
- In Bielorussia le proteste contro il presidente Aljaksandr Lukašėnka hanno assunto, più volte, caratteristiche simili alle rivoluzioni colorate a partire dalla presenza di un gruppo studentesco attivo, Zubr. Nel 2004, il Governo degli Stati Uniti ribadì il proprio supporto ai movimenti anti-Lukashenko con il Belarus Democracy Act del 2004. Il 25 marzo 2005, oltre un centinaio di cittadini manifestarono in un esplicito tentativo di emulare la Rivoluzione dei Tulipani in Kirghizistan. La polizia interruppe la manifestazione, arrestando una trentina di persone tra cui il leader dell'opposizione Michail Marinič. Un anno dopo, il 19 marzo 2006, 30 000 persone parteciparono a una serie di manifestazioni e sit in nella piazza principale per protestare contro la vittoria di Lukašėnka, rieletto presidente con l'83% delle preferenze (voto contestato dall'occidente). Questi moti furono talvolta definiti "Rivoluzione dei Jeans", considerati un simbolo di libertà e di apertura all'occidente. Come conseguenza degli eventi, e degli arresti operati dal governo Bielorusso ad alcuni oppositori, fu proibito a Lukašėnka l'ingresso negli Stati Uniti o nell'Unione europea[9].
- In Mongolia, nel marzo 2005, quasi in contemporanea alla rivoluzione dei tulipani in Kirghizistan, alcuni gruppi di giovani (poche centinaia secondo alcune fonti, fino a 5000 secondo altre) scesero in piazza congratulandosi con gli amici kirghisi e chiedendo le dimissioni del governo definito corrotto. I manifestanti, che indossavano sciarpe gialle, chiesero nuove elezioni dopo quelle, giudicate fraudolente, del precedente giugno[10].
- In Russia, le proteste del 2011-2013 furono chiamate anche rivoluzione bianca e chiedevano che Vladimir Putin lasciasse il potere, ma non riuscirono a ottenere l'obiettivo

## Movimenti ispirati o associati nel mondo

Mappa delle rivoluzioni colorate

- La rivoluzione del Cedro in Libano (2005)
- La rivoluzione blu in Kuwait (2005)
- La rivoluzione zafferano in Birmania (2007), stagione di manifestazioni anti-governative e pro-democrazia che hanno coinvolto l'ex Birmania a partire dal 18 settembre 2007. Represse dalla giunta militare al potere, le proteste sono state condotte soprattutto da monaci buddisti e attivisti e hanno avuto il sostegno e l'attenzione della comunità internazionale, senza per questo raggiungere pienamente il loro obiettivo.
- Il movimento Verde in Iran (2009)

## Influenze e strategie

### Propaganda politica
Tutti i movimenti si sono costruiti attorno a un colore o a un simbolo ben identificabile, in maniera da rendere le manifestazioni di grande impatto anche grazie alla colorazione. Per ottenere questo effetto gli attivisti hanno distribuito magliette, impermeabili, cappelli, adesivi e altri oggetti colorati.
Ogni movimento ha inoltre avuto il proprio slogan evocativo, semplice e immediatamente comprensibile. Gli stessi movimenti giovanili hanno adottato nomi brevi ed evocativi, simili tra di loro.
«La nostra idea è quella di utilizzare le strategie del marketing commerciale (corporate branding) in politica. Il movimento deve avere un dipartimento marketing. Noi abbiamo adottato la Coca-Cola come nostro modello» ha spiegato Ivan Marovic di Otpor.
- Gotov je! (Готов је, è finito!) è stato lo slogan del movimento Otpor! (Отпор!, Resistenza), protagonista della sconfitta elettorale di Milošević nell'Unione delle Repubbliche di Serbia e Montenegro nel 2000, che ha avuto per logo un pugno (prevalentemente bianco su sfondo nero, alternativamente nero su bianco).
- Kmara! (კმარა, ne abbiamo abbastanza!), nome e slogan del movimento georgiano, che ha adottato come logo un pugno chiuso (prevalentemente bianco su sfondo nero, alternativamente nero su bianco) molto simile a quello di Otpor!. Simbolo dei manifestanti georgiani la rosa, simbolo nazionale.
- Pora (è l'ora!), nome e slogan del movimento ucraino protagonista della rivoluzione arancione, chiamata così per il colore adottato come simbolo dai manifestanti.
- Kel Kel è stato il nome dell'organizzazione giovanile che ha contribuito alla rivoluzione in Kirghizistan che ha adottato il colore rosa e giallo, la seta e infine il Tulipano come simbolo.
- Zubr in Bielorussia, con un bisonte europeo (lo Zubr, animale nazionale) bianco su sfondo nero o giallo come logo. Simbolo della rivoluzione il Jeans, forma silenziosa di protesta e richiamo al mondo occidentale.[12] Tutto ebbe inizio nel 2005 quando, durante una manifestazione, la polizia confiscò le bandiere. Un giovane di Zubr si tolse allora il giubbotto di jeans e cominciò a sventolarlo, prima di essere picchiato dalla polizia. Importante nel simbolismo del tentativo bielorusso la rivista Vybar (Scelta).

### Non violenza e disobbedienza civile
A partire dall'Unione delle Repubbliche di Serbia e Montenegro, i discorsi e le tecniche adottate dai movimenti sono state basate sulla non violenza e sulla disobbedienza civile, e in particolare agli studi e a testi dell'intellettuale statunitense Gene Sharp, disponibili sul sito internet del suo Albert Einstein Institute in decine di traduzione e stampati e distribuiti dagli attivisti.
«La Bibbia di Pora è stato il libro di Gene Sharp, "Dalla dittatura alla democrazia". Dopo averlo tradotto, abbiamo scritto al signor Sharp il quale si è dimostrato molto ben disposto nei confronti della nostra iniziativa, e tramite il suo Albert Einstein Institute ha provveduto a finanziare la stampa di oltre 12 000 copie del libro che abbiamo poi distribuito gratuitamente» ha spiegato Oleh Kyriyenko di Pora.
Il pensiero di Gene Sharp, erede della tradizione non violenta, prevede un insieme di forme di resistenza e di operazioni per l'organizzazione di movimenti di massa pacifici attraverso i quali costringere il governo in carica ad abbandonare il potere. Queste tecniche, che vanno dai boicottaggi alla persuasione di elementi interni al potere costituito (come i militari), dalle provocazioni all'adozione di slogan e simboli facilmente identificabili per coinvolgere la popolazione, sono stati il leit motiv di tutte le rivoluzioni colorate, spesso propagandati dalle organizzazioni di giovani e studenti.
Altri sociologi e pensatori che hanno sostenuto con i loro studi le rivoluzioni colorate, costruendone lo strumento, sono stati Peter Ackerman dell'International Center on Non-violent Conflict, autore dei libri "Strategic Nonviolent Conflict: The Dynamics of People Power in the Twentieth Century" (1994), e "A Force More Powerful: A Century of Nonviolent Conflict" (2001) e soprattutto produttore del documentario "Bringing Down a Dictator", sull'esperienza dei ragazzi serbi di Otpor, tradotto in arabo, mandarino, russo, spagnolo, burmese. Lo stesso Ackerman è anche il produttore del videogioco di strategia "Bringing down a dictator", che simula l'organizzazione e la gestione di un movimento nonviolento di protesta.
Altro personaggio coinvolgo il colonnello in pensione Robert Helvey, dell'Albert Einstein Institute, autore nel 2004 del libro "On Strategic Nonviolent Conflict".

### Apertura al mercato e privatizzazioni
I leader filo occidentali hanno adottato una politica di apertura delle loro economie, pur nelle difficoltà dovute alla dipendenza dal petrolio russo.
- La Georgia post rivoluzionaria ha avuto come primo obiettivo quello di aprire il paese all'economia di mercato e agli investimenti esteri, con la consulenza delle istituzioni finanziarie internazionali e di agenzie governative statunitensi come USAID e la BISNIS, che hanno avuto un'attenzione particolare nell'aiutare le imprese statunitensi a fare buoni affari[17]. La Georgia ha tra l'altro ricevuto aiuti diretti dagli Stati Uniti (quasi 300 milioni di dollari per il solo 2004), e ha aperto nuove linee di credito presso il Fondo Monetario Internazionale[18] in cambio dell'apertura della propria economia in senso neo-liberista in modo da creare «un ambiente ideale per gli investimenti». Per questo la Georgia è anche andata incontro a massicce privatizzazioni, «controverse e spesso confuse»[19]. Appena insediato al potere il governo di Mikheil Saakašvili lanciò infatti un grande piano di privatizzazioni, che ha superato la legge firmata nel 2002 dal precedente governo, la legge sulla Privatizzazione delle Proprietà di Stato, che escludeva dalla privatizzazione tra le altre le fonti d'acqua, le ricchezze minerarie, le foreste e le aree protette, i musei, i teatri e i luoghi di interesse storico culturale, i porti di importanza nazionale, le ferrovie, i gasdotti, le autostrade, le strutture aeroportuali e loro gestione, le poste, la televisione di stato e la telefonia, gli impianti elettrici e idrici[20]. Se tra il 2000 e il 2003 la Banca Mondiale registrava privatizzazioni per 20 milioni di dollari complessivi, solo negli anni 2005 e 2006 la Georgia ha privatizzato industrie e infrastrutture per 900 milioni di dollari[21]. Tra di esse il miglior esportatore georgiano, la Tbilisi Aerospace Manifacturing, venduta per 67 milioni di dollari a un gruppo di magnati locali e la Ocean Shipping Co venduta per 90 milioni alla Georgian Tankers, sussidiaria di una joint venture anglo-americana, dopo il ritiro della Armstrong Holding Co che ne avrebbe offerti 161. Sul piatto anche le telecomunicazioni (90 milioni), la distribuzione di energia (85 milioni), i gasdotti al centro di un giallo con il presidente che annunciò di poter vendere alla russa Gazprom e gli Stati Uniti che fecero pressioni per il contrario. «Non è importante per noi avere qualcosa posseduto dallo stato. L'importante è avere tutte le grandi compagnie privatizzate, o in via di privatizzazione» ha dichiarato Kakha Bendukidze, responsabile del grande piano di privatizzazioni lanciato nel 2004.[22] Al riguardo il Ministero per lo Sviluppo Economico ha aperto un sito internet, privatization.ge. «Questo sito del Ministero per lo Sviluppo Economico -si legge in homepage - è supportato dalla Georgia Enterprise Growth Initiative (GEGI), finanziata dall'Agenzia Statunitense per lo sviluppo economico (USAID)»[23]. Sul sito è disponibile un catalogo delle proprietà (terreni, edifici, aziende) attualmente in vendita, e un elenco delle proprietà già vendute che ovviamente preserva l'anonimato degli acquirenti. «Dimenticate eBay - ha scritto l'Economist nel profilo del ministro Kakha Bendukidze- Se volete acquistare un aeroporto internazionale, una piantagione di te, una pompa di benzina, un vigneto, una compagnia telefonica, uno studio cinematografico, semplicemente chiamate Kakha Bendukidze, il nuovo ministro dell'economia georgiano. Per un prezzo adeguato è pronto a mettere nel piatto anche la Tbilisi State Concert Hall o la zecca nazionale. Bendukidze sta facendo tutto quello che un businessman potrebbe desiderare da un governo. "Tutto può essere venduto, eccetto la coscienza" ha affermato il ministro».[24] Coerentemente, gli investimenti, le transazioni e il Prodotto Interno Lordo sono cresciute, ma in maniera pari se non minore alla crescita del 2003 e con dubbie ricadute sulla popolazione[25]. Questa politica è però valsa alla Georgia una scalata nella classifica dei Paesi in cui è conveniente fare business, fino a raggiungere il 18 posto nella classifica mondiale stilata da "Doing Business" agenzia legata alla Banca Mondiale.[26]

## Teorie del complotto
Teorie cospirazioniste diffuse nell'ambito della propaganda e disinformazione portate avanti da regimi autoritari come la Russia di Putin e riprese da alcuni movimenti sovranisti ed euroscettici occidentali, sostengono che le rivoluzioni colorate non siano spontanee ma provocate, tramite manovre socio-politiche o economiche o finanziamento di gruppi o addirittura "pagando i manifestanti" (una tecnica, peraltro, invece utilizzata da oligarchi russi), da servizi segreti occidentali, in particolare dagli Stati Uniti, o da personaggi come il miliardario e filantropo George Soros; i cospirazionisti e i critici includono nella definizione, utilizzata da essi in maniera dispregiativa, di "rivoluzione colorata" anche la rivoluzione ucraina del 2014 (Euromaidan), le fallite rivoluzione delle ciabatte bielorussa e rivoluzione degli ombrelli di Hong Kong, le primavere arabe e le rivoluzioni del 1989 (nel blocco orientale ma anche la protesta di piazza Tienanmen in Cina), e perfino, come eventi precursori, la rivoluzione ungherese del 1956 e la primavera di Praga.